# Espace liminaire
 (novembre 2023).
La mise en forme du texte ne suit pas les recommandations de Wikipédia : il faut le « wikifier ».
Les points d'amélioration suivants sont les cas les plus fréquents. Le détail des points à revoir est peut-être précisé sur la page de discussion.
- Les titres sont pré-formatés par le logiciel. Ils ne sont ni en capitales, ni en gras.
- Le texte ne doit pas être écrit en capitales (les noms de famille non plus), ni en gras, ni en italique, ni en « petit »…
- Le gras n'est utilisé que pour surligner le titre de l'article dans l'introduction, une seule fois.
- L'italique est rarement utilisé : mots en langue étrangère, titres d'œuvres, noms de bateaux, etc.
- Les citations ne sont pas en italique mais en corps de texte normal. Elles sont entourées par des guillemets français : « et ».
- Les listes à puces sont à éviter, des paragraphes rédigés étant largement préférés. Les tableaux sont à réserver à la présentation de données structurées (résultats, etc.).
- Les appels de note de bas de page (petits chiffres en exposant, introduits par l'outil «  Source ») sont à placer entre la fin de phrase et le point final[comme ça].
- Les liens internes (vers d'autres articles de Wikipédia) sont à choisir avec parcimonie. Créez des liens vers des articles approfondissant le sujet. Les termes génériques sans rapport avec le sujet sont à éviter, ainsi que les répétitions de liens vers un même terme.
- Les liens externes sont à placer uniquement dans une section « Liens externes », à la fin de l'article. Ces liens sont à choisir avec parcimonie suivant les règles définies. Si un lien sert de source à l'article, son insertion dans le texte est à faire par les notes de bas de page.
- La présentation des références doit suivre les conventions bibliographiques. Il est recommandé d'utiliser les modèles {{Ouvrage}}, {{Chapitre}}, {{Article}}, {{Lien web}} et/ou {{Bibliographie}}. Le mode d'édition visuel peut mettre en forme automatiquement les références.
- Insérer une infobox (cadre d'informations à droite) n'est pas obligatoire pour parachever la mise en page.

Pour une aide détaillée, merci de consulter Aide:Wikification.
Si vous pensez que ces points ont été résolus, vous pouvez retirer ce bandeau et améliorer la mise en forme d'un autre article.

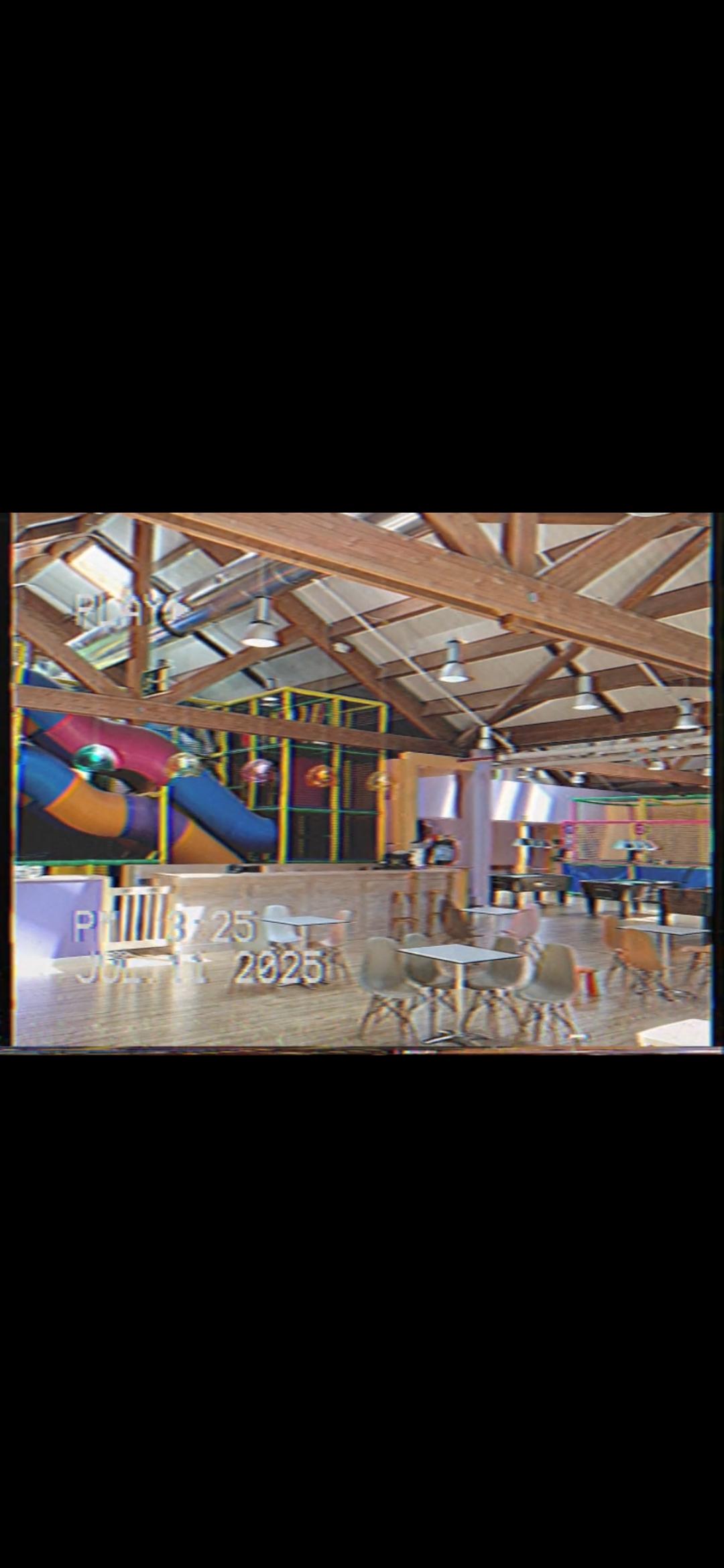
Une image d'une salle de jeu pour enfant rappelant l'esthétique liminaire

Dans l'esthétique Internet, un espace liminaire (ou espace liminal) est un lieu vide ou abandonné qui semble étrange et souvent surréaliste où l'on peut avoir l'impression d'être observé. Les espaces liminaires sont généralement des lieux de transition, d'où leur dénomination en lien avec le concept de liminarité. Un espace liminal peut également évoquer une certaine nostalgie, comme un endroit on l'on est déjà allé sans pourtant s'en souvenir.
Un article de recherche publié dans Journal of Environmental Psychology indique que les espaces liminaires peuvent paraître irréels ou étranges parce qu’ils se situent dans une vallée de l'étrange d’architecture et de lieux physiques. Un article de Pulse : the Journal of Science and Culture attribue cette étrangeté à des lieux familiers dépourvus de leur contexte habituellement observé.
L’esthétique gagne en popularité en 2019 après qu’un article sur 4chan décrivant un espace liminaire appelé « les Backrooms » soit devenu viral. Depuis lors, des images d'espaces liminaires sont publiées régulièrement sur les médias sociaux, notamment sur Reddit, Twitter et TikTok.

## Caractéristiques
Au sens large, le terme espace liminaire est utilisé pour décrire un lieu ou un état de changement ou de transition ; cela peut être physique (par exemple une porte) ou psychologique (par exemple la période de l'adolescence). L’imagerie spatiale liminaire représente souvent ce sentiment « d’entre-deux », capturant des lieux de transition (tels que des cages d’escalier, des routes, des couloirs ou des hôtels) troublants et dépourvus de personnes. L'esthétique peut transmettre des ambiances d'étrangeté, de surréalisme, de nostalgie ou de tristesse, et susciter des réponses à la fois de confort et de malaise.

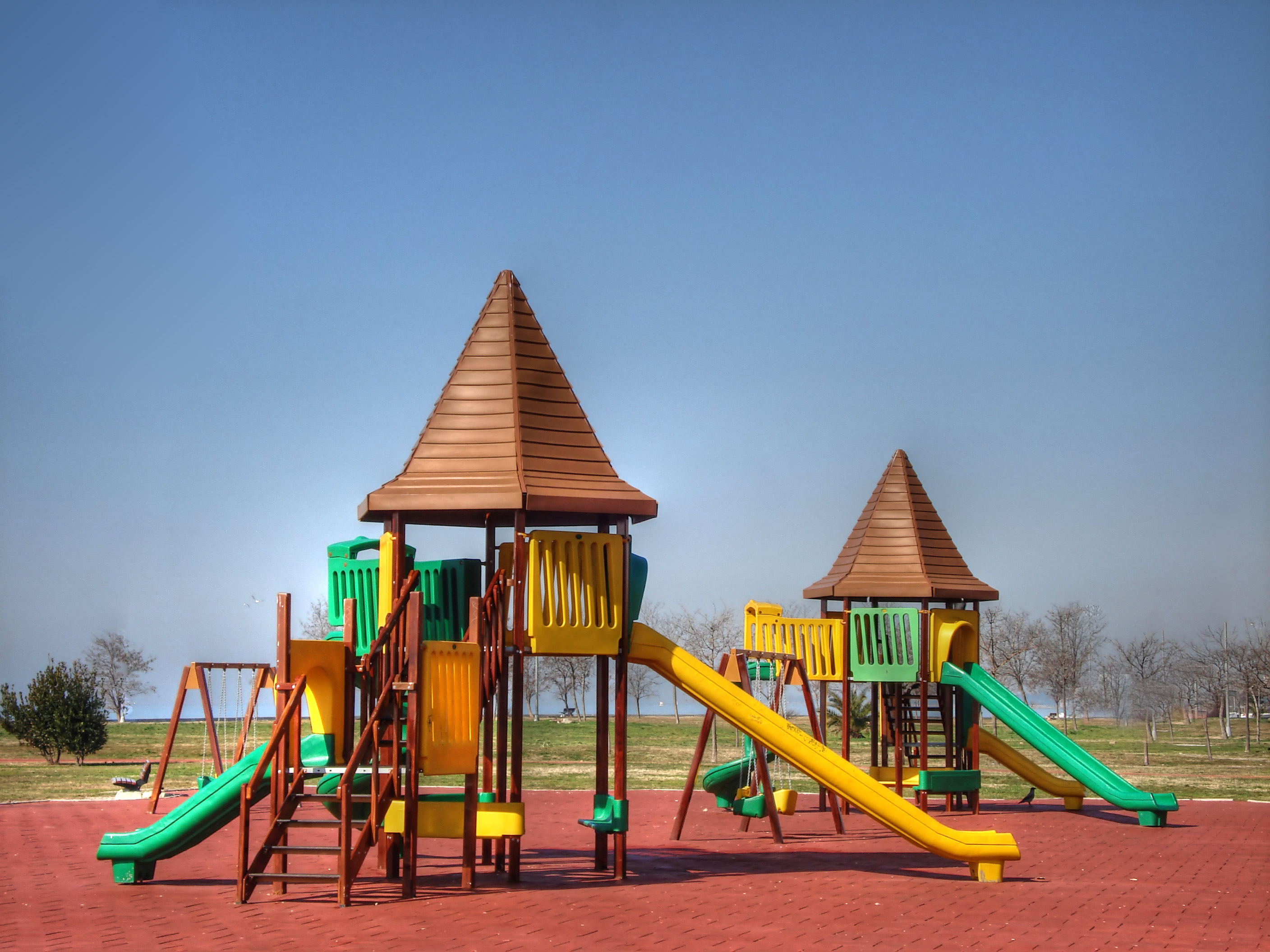
Cette image représentant une aire de jeux vide peut susciter un malaise en étant dépourvue de son contexte attendu (c'est-à-dire la présence d'enfants).

Les recherches menées par Alexander Diel et Michael Lewis de l'université de Cardiff ont attribué la nature troublante des espaces liminaires au phénomène de la vallée de l'étrange. Le terme, généralement appliqué aux humanoïdes dont la ressemblance inexacte avec les humains suscite des sentiments de malaise, peut expliquer des réactions similaires à l'imagerie liminaire. Dans ce cas, des lieux physiques qui semblent familiers mais qui s’écartent subtilement de la réalité créent le sentiment d’étrangeté typique des espaces liminaires.
Peter Heft de Pulse : the Journal of Science and Culture explore plus en détail ce sentiment d'étrangeté. S'appuyant sur les travaux de Mark Fisher, Heft explique qu'une telle sensation peut être ressentie lorsqu'un individu perçoit une situation dans un contexte différent de celui auquel il s'attend. Par exemple, une école, censée être un amalgame animé d’enseignants et d’élèves, devient troublante lorsqu’elle est décrite comme anormalement vide. Cet « échec de présence » était considéré par Fisher comme l’une des caractéristiques de l’expérience esthétique de l’étrangeté.

## Histoire

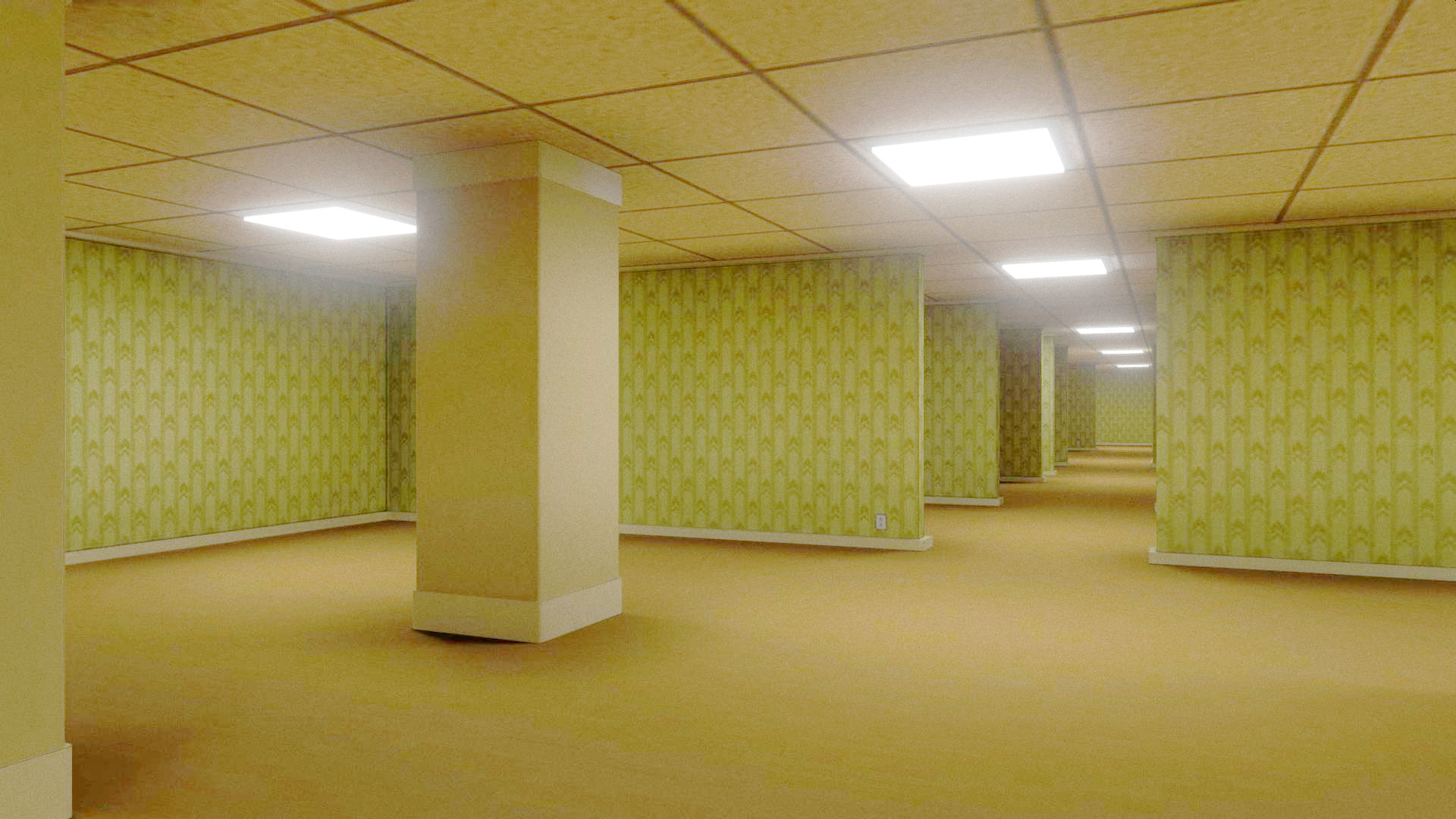
Une représentation typique des Backrooms, rendue numériquement.

Les images représentant des espaces liminaires ont gagné en popularité en 2019 lorsqu'une courte creepypasta d'origine inconnue a été publiée sur 4chan et est devenue virale. La creepypasta montrait une image illustrant un espace liminaire – un couloir avec des tapis et du papier peint jaunes – avec une légende affirmant qu'en « franchissant les limites physiques du monde réel », on peut entrer dans les Backrooms, un désert vide de couloirs avec rien d'autre que « la puanteur de la vieille moquette humide, la folie du mono-jaune, le bruit de fond sans fin des lumières néon au bourdonnement maximum et environ cent millions de kilomètres carrés de pièces vides segmentées au hasard dans lesquelles on se trouve piégé ». Les Backrooms ont également été décrites comme habitées par des entités surnaturelles.
Les images d'espaces liminaires ont rapidement gagné en popularité sur Internet et, en novembre 2022, le subreddit r/LiminalSpace comptait plus de 500 000 membres, le compte de partage automatique d'images d'espaces liminaires @SpaceLiminalBot sur Twitter comptait plus de 1,2 million d'abonnés et le hashtag TikTok « #liminalspace » comptabilisait plus de deux milliards de vues.